# Menàpia
Menàpia fou un suposat establiment romà a la costa del Pembrokeshire on hauria nascut sant David. Del seu nom va derivar la diòcesi de Menèvia (llatí Menevia); originalment el seu territori corresponia al Dyfed (Demètia) i va abraçar tot el sud del riu Dovey i l'oest excepte el Glamorganshire. Mai no fou arquebisbat i dependia del arquebisbe de Canterbury.
Vers el 1115 Enric I d'Anglaterra va posar a la seu a un normand, Bernat (1115-1147), que la va regir de manera sabia i vigorosa però a la mort del rei va reclamar jurisdicció sobre Gal·les, reclamació rebutjada per sis papes successius. Giraldus Cambrensis va renovar la reclamació més tard. Altres bisbes destacats foren Pere de Leia (1176-1203), que va iniciar la catedral de Sant David el 1180, Enric Gower (1328-1347), Joan Thorby (1347-1350, després bisbe de York), Enric Chicheley (1408-1414, després arquebisbe de Canterbury), Eduard Vaughan (1509-1523), i William Barlow (1536-1548); el darrer bisbe catòlic fou Enric Morgan (1554-1559).